# Edmund-Graf-Hütte
Die Edmund-Graf-Hütte ist ein Schutzhaus der Sektion Touristenklub Innsbruck des Österreichischen Alpenvereins in der Verwallgruppe auf 2375 m ü. A.
Die Hütte liegt im östlichen Teil der Verwallgruppe auf dem oberen Kapplerboden. Talorte sind Pettneu am Arlberg (1122 m ü. A.) im Stanzer Tal und Kappl (1256 m ü. A.) im Paznaun. Pettneu ist über die Arlberg Schnellstraße, Kappl über die L 188 sowohl mit öffentlichen Verkehrsmitteln als auch mit PKW erreichbar.

## Geschichte
Im Jahr 1884 begann der Bau der Edmund-Graf-Hütte durch den Erwerb von Grund in der Verwallgruppe durch die Sektion Touristenklub Innsbruck des DuOeAV. Das Bauvorhaben wurde ein Jahr später abgeschlossen. 40 Jahre später wurde das Gebäude aufgestockt. 1972/1973 wurde die Hütte bedeutend erweitert. Schließlich fand in den Jahren 1991 und 1992 eine Erweiterung der Küche und eine Renovierung der sanitären Anlagen statt.
Benannt ist die Hütte nach dem Bergsteiger Edmund Graf, der in der Sektion Touristenklub Innsbruck den Posten des Vizepräsidenten bekleidete und ein Jahr nach der Eröffnung der Hütte in den Sarntaler Alpen tödlich verunglückte.

## Zustiege
- Von Pettneu am Arlberg in 3 Stunden durch das Malfontal.
- Von Kappl über das Kappler Joch (2672 m ü. A.) in 5 Stunden oder über die Schmalzgrubenscharte (2697 m ü. A.) in 5½ Stunden. Der letztgenannte Aufstieg kann durch Benützung der Dias-Bergbahn (Bergstation auf 1830 m[3]) verkürzt werden. Zeitweise ist der Alblitt-Lift (Bergstation auf 2300 m[3]) in Betrieb.

## Touren
Die Edmund-Graf-Hütte ist der Ausgangspunkt für die Besteigung des Hohen Rifflers, des mit 3168 m ü. A. Höhe höchsten Berges der Verwallgruppe. Über den Normalweg (Alpine Steiganlage, Firn- und Felspassagen) erreicht man den Südgipfel in 2 Stunden. Von dort über einen Verbindungsgrat in ca. 15 min auf den nördlichen Hauptgipfel. Die Begehung des Verbindungsgrates bietet Kletterschwierigkeiten im II. Grad.
Neben dem Hohen Riffler gibt es folgende weitere Gipfelziele:
- Blankahorn (3129 m ü. A.), Gehzeit 2½ Stunden: Auf dem Aufstiegsweg auf den Hohen Riffler bis in die Blankascharte und von dort im II. Schwierigkeitsgrad über den Ostgrat auf den Gipfel.
- Kleiner Riffler (3014 m), von der Blankascharte in wenigen Minuten zu ersteigen
- Kapplerjochspitze (2835 m ü. A.), Gehzeit 2½ Stunden
- Welskogel (2887 m ü. A.), Gehzeit 2½ Stunden

Folgende Übergänge zu anderen Hütten sind möglich:
- Zur Niederelbehütte (2310 m ü. A.): Über den Rifflerweg in die Schmalzgrubenscharte und von dort über den Kieler Weg in 4½ Stunden.

## Karten
- Alpenvereinskarte 1:50.000, Blatt 28, Verwallgruppe